# Foeniculum
Foeniculum es un género de plantas herbáceas de la familia Apiaceae. Contiene especies comestibles y cultivadas, entre otras el hinojo, la más conocida del género.

## Taxonomía
El género fue descrito por Philip Miller y publicado en The Gardeners Dictionary...Abridged...fourth edition vol. 1, en 1754.

#### Etimología
Foeniculum: nombre antiguo proveniente del latín, utilizado por Plinio el Viejo para el hinojo, que procede del vocablo latino foenum; "heno", y el sufijo latino -ulum; "diminutivo"; "pequeño heno", por sus hojas lacinadas y su fragancia similar al heno.

#### Especies
Comprende 5 especies aceptadas:
- Foeniculum piperitum (Ucria) C.Presl, 1826
- Foeniculum sanguineum Triano y A.Pujadas, 2015
- Foeniculum scoparium Quézel, 1957
- Foeniculum subinodorum Maire, Weiller y Wilczek, 1935
- Foeniculum vulgare Mill., 1768